# Rans sameby
Rans sameby är en sameby med åretruntmarker i Sorsele kommun. Den inrättades som en följd av 1886 års renbeteslag, då under namnet Rans lappby. Det nuvarande namnet tillkom i och med 1971 års rennäringslag. Rans sameby är en av sex fjällsamebyar i Västerbottens län.

## Gränser

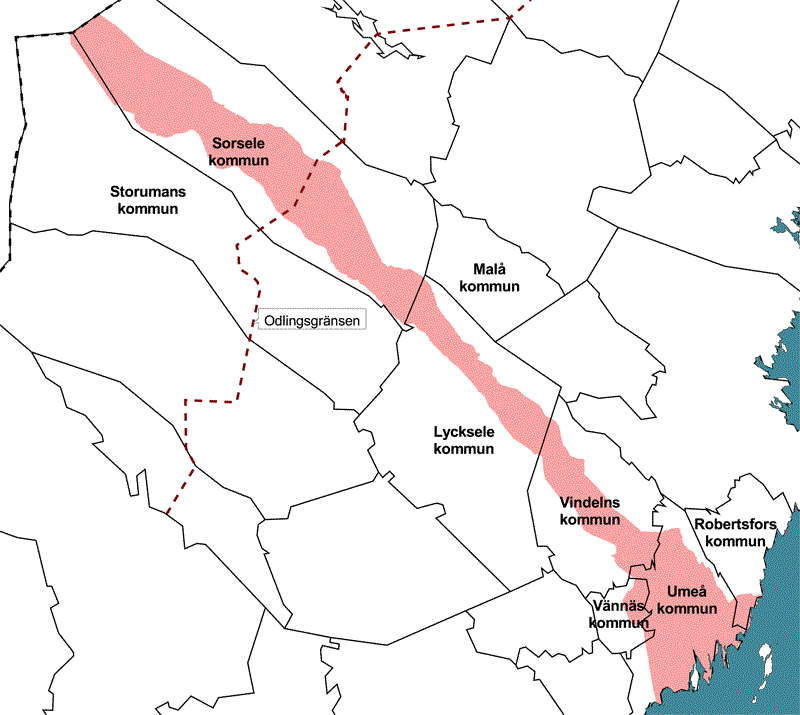
Rans samebys betesområde. Ovanför odlingsgränsen finns byns åretruntmarker. Nedanför odlingsgränsen får renskötsel bedrivas under tiden 1 oktober–30 april. Området närmast havet är inte formellt fastställt.

Gränserna för Rans samebys åretruntmarker för renskötseln fastställdes av länsstyrelsen i Västerbottens län den 25 maj 1946. Dessa marker omfattar den mellersta delen av Sorsele kommun ovanför odlingsgränsen. I söder gränsar byn mot Ubmeje tjeälddie längs Juktån och därovanför kommungränsen mot Storumans kommun. I norr gränsar byn mot Grans sameby längs Vindelälven upp till Ammarnäs och därifrån längs en rak linje mellan Ammarfjällets högsta punkt och Kalmejaur nära riksgränsen. Sommarlandet finns väster om Ammarnäs.
Nedanför odlingsgränsen får renskötsel endast bedrivas under tiden 1 oktober–30 april. Den södra gränsen, mot Ubmeje tjeälddie, fastställdes 1997. Inom Sorsele kommun följer den Juktån och passerar därefter genom Lycksele och Vindelns kommuner ned till Vännäsby i Vännäs kommun. Gränsen från Vännäsby till Bottenviken är inte fastställd. Den norra gränsen, mot Grans sameby, fastställdes 1982 och följer i stort sett Vindelälven inom Sorsele och Lycksele kommuner. Gränsen fortsätter till Buberget i Vindelns kommun, men är inte fastställd ut till havet. Vanligen har Rans sameby sina renar på vinterbete söder om Gargnäs mittemot Björksele och ner mot Rusksele, söder om Rusksele, kring Åmsele samt sydost om Vindeln, Botsmark och Sävar.

## Antal företag
Samebyn bestod 2006 av ett 25-tal rennäringsföretag. Liksom i andra samebyar bedriver en del medlemmar även annan näringsverksamhet såsom turismföretag och renslakterier. År 2003 fastställde länsstyrelsen det högsta renantalet till 10 000, årskalvar oräknade. Beslutet upphävdes dock 2006, och tills vidare gäller det högsta renantal som anges i 1946 års byordning: 7 800 renar, årskalvar oräknade.

## Historia

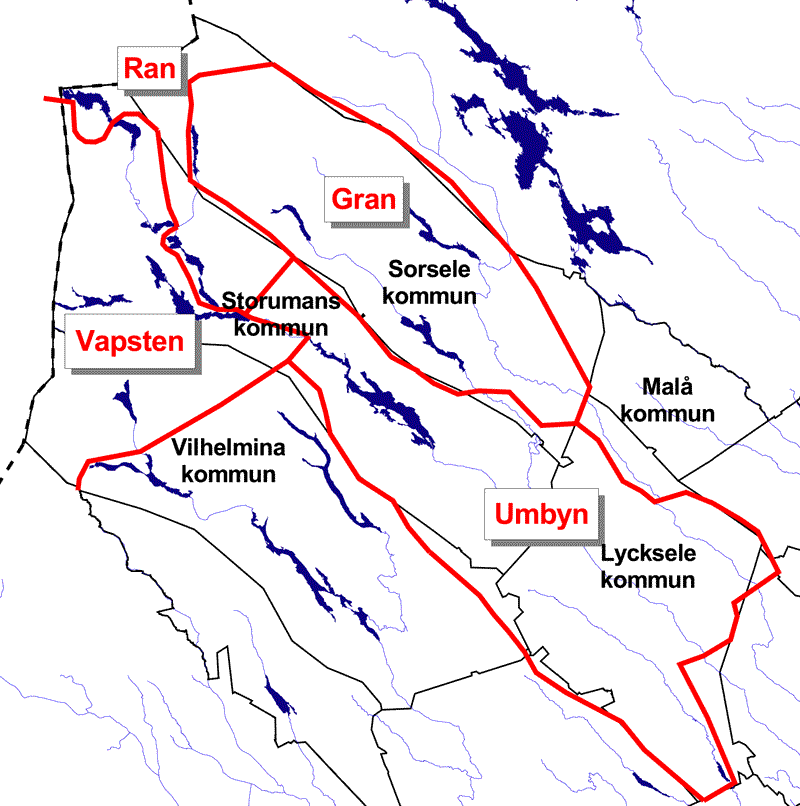
Lappbyar i Lycksele lappmark 1670. Lappbyarna visas i rött och nutida kommuner i svart. Gran och Umbyn var huvudsakligen granlappbyar (skogssamiska byar), medan Ran och Vapsten var fjällappbyar som även sträckte sig över på norsk sida.

Rans sameby har fått sitt namn av den historiska lappby med samma namn som är känd från historiska källor sedan början av 1600-talet. Den var i sin tur uppkallad efter det gamla norska tingslaget Ran. Den gamla Ranbyn beboddes nämligen av fjällsamer som i minst lika hög grad var verksamma på norsk som på svensk sida och som skattade till båda rikena. Inom Sverige omfattade Ranbyns område bara den allra översta delen av nuvarande Sorsele kommun samt en del av Tärna församling.
Som en konsekvens av 1886 års renbeteslag fastställdes gränserna för en ny lappby med namnet Ran av länsstyrelsen i Västerbottens län 1898. Det är den som idag heter Rans sameby. Den har alltså inte samma utsträckning som den historiska Ranbyn.

## Samiskt språkområde
Rans sameby ligger inom det umesamiska språkområdet.